# Challenger de Lille
El Play In Challenger es un torneo profesional de tenis. Pertenece al ATP Challenger Tour. Se juega desde el año 2018 sobre pistas duras, en Lille, Francia.

## Palmarés

### Individuales
| Año  | Campeón            | Finalista         | Resultado           |
| ---- | ------------------ | ----------------- | ------------------- |
| 2025 | Arthur Bouquier    | Lucas Pouille     | 6–3, 3–5, ret.      |
| 2024 | Arthur Rinderknech | Joris De Loore    | 6–4, 3–6, 7–6(10–8) |
| 2023 | Otto Virtanen      | Max Purcell       | 6–7(3–7), 6–4, 6–2  |
| 2022 | Quentin Halys      | Ričardas Berankis | 4–6, 7–6(7–4), 6–4  |
| 2021 | Zizou Bergs        | Grégoire Barrère  | 4–6, 6–1, 7–6(7–5)  |
| 2020 | No se disputó      | No se disputó     | No se disputó       |
| 2019 | Grégoire Barrère   | Yannick Maden     | 6–2, 4–6, 6–4       |
| 2018 | Grégoire Barrère   | Tobias Kamke      | 6–1, 6–4            |

### Dobles
| Año  | Campeones                               | Finalistas                                 | Resultado             |
| ---- | --------------------------------------- | ------------------------------------------ | --------------------- |
| 2025 | Jakub Paul David Pel                    | Karol Drzewiecki Piotr Matuszewski         | 6–3, 6–4              |
| 2024 | Christian Harrison Marcus Willis        | Titouan Droguet Giovanni Mpetshi Perricard | 7–6(8–6), 6–3         |
| 2023 | Max Purcell Jason Taylor                | Dustin Brown Aisam-ul-Haq Qureshi          | 7–6(7–3), 6–4         |
| 2022 | Viktor Durasovic Patrik Niklas-Salminen | Jonathan Eysseric Quentin Halys            | 7–5, 7–6(7–1)         |
| 2021 | Benjamin Bonzi Antoine Hoang            | Dan Added Michael Geerts                   | 6–3, 6–1              |
| 2020 | No se disputó                           | No se disputó                              | No se disputó         |
| 2019 | Romain Arneodo Hugo Nys                 | Jonathan Erlich Fabrice Martin             | 7–5, 5–7, [10–8]      |
| 2018 | Hugo Nys Tim Pütz                       | Jeevan Nedunchezhiyan Purav Raja           | 7–6(7–3), 1–6, [10–7] |